# 16513 Vasks
16513 Vasks è un asteroide della fascia principale. Scoperto nel 1990, presenta un'orbita caratterizzata da un semiasse maggiore pari a 2,5905118 UA e da un'eccentricità di 0,0590933, inclinata di 12,74878° rispetto all'eclittica.